# Жак Дімон
Жак Дімон (фр. Jacques Dimont, нар. 2 лютого 1945, Карвен, Франція — 31 грудня 1994, Авіньйон, Франція) — французький фехтувальник на рапірах, олімпійський чемпіон 1968 року.

## Виступи на Олімпіадах
| Олімпіада   | Дисципліна      | Місце |
| ----------- | --------------- | ----- |
| Мехіко 1968 | командна рапіра | 1     |